# موسى البركة
موسى البركة (مواليد 1 يناير 1989، لاعب كرة قدم قطري يجيد اللعب في مركز الدفاع .
لعب سابقاً مع أندية الجيش والعربي و السيلية ومعيذر .

## روابط خارجية
- موسى البركة على موقع Soccerway.com (الإنجليزية)